# Казе Пагото (Тревизо)
Казе Пагото је насеље у Италији у округу Тревизо, региону Венето.
Према процени из 2011. у насељу је живело 28 становника. Насеље се налази на надморској висини од 102 м.